# Commissariato di pubblica sicurezza
Il commissariato di pubblica sicurezza è una struttura dell'amministrazione della Polizia di Stato italiana, inquadrata nell'organizzazione territoriale della questura.
È retto da un funzionario dei ruoli del personale della Polizia di Stato - generalmente un commissario di pubblica sicurezza - che sovrintende alle attività in quanto autorità locale di pubblica sicurezza.

## Organizzazione
È diretto da un funzionario della Polizia di Stato col grado di commissario capo o di vice questore aggiunto, o nei casi di quelli più grandi e importanti, dal primo dirigente. All'interno del commissariato, al pari della questura, sono in genere presenti uffici presso i quali il cittadino può espletare diverse pratiche di polizia amministrativa (rilascio o rinnovo del passaporto, del porto d'armi, delle licenze amministrative ai sensi dell'art. 115 TULPS, del permesso di soggiorno, ecc.). 
Vi è anche un ufficio di polizia giudiziaria presso il quale è possibile, dinanzi a un ufficiale di P.G., sporgere denuncia, proporre querela, presentare un esposto e in genere effettuare la maggior parte delle possibili azioni di carattere giudiziario. L'ufficio può ricevere dall'autorità giudiziaria italiana specifiche richieste di eseguire indagini e/o interventi (Obbligatorietà dell'azione penale).

## Classificazione
Lo si può definire e intendere come una rappresentazione sul territorio di una questura, un suo distaccamento, dal momento che in commissariato sono presenti, anche se in misura più ristretta e adattati alle esigenze tecnico-operative del territorio coperto, i medesimi uffici e servizi disponibili in quest'ultima, dove sono invece articolati a livello provinciale. La denominazione ricorda la funzione principe della struttura, che è la salvaguardia della sicurezza pubblica sotto gli aspetti penali, civili e amministrativi.
I commissariati di P.S. si distinguono in «sezionali» e «distaccati».

I commissariati sezionali sono ubicati nelle città sedi di questura (tutti i capoluoghi di provincia istituiti sino al 1992 e alcuni di quelli istituiti successivamente). Non tutte le città sedi di questura hanno dei commissariati sezionali, ma solo le maggiori.

I commissariati distaccati, invece, si trovano solo in centri di grandi dimensioni, densamente popolati o con maggiori e specifiche esigenze di pubblica sicurezza.

La differenza fondamentale è che nelle città in cui è presente una questura l'autorità locale di pubblica sicurezza è il questore, mentre i commissarî non hanno questa attribuzione. Il funzionario reggente i commissariati distaccati assume invece le funzioni di autorità di pubblica sicurezza locale (funzioni altrimenti esercitate dal sindaco nelle città ove non è presente un ufficio di P.S.).

## Competenza territoriale
Questa struttura di polizia ha una competenza territoriale specifica (giurisdizione). La suddivisione territoriale dipende e discende dagli accordi tecnici stabiliti negli anni cinquanta fra l'allora Corpo delle guardie di pubblica sicurezza e l'Arma dei carabinieri, che attraverso il cosiddetto "accordo Carcaterra", nel rispetto di una basilare completa copertura del territorio nazionale da parte di entrambi gli enti, e al fine di evitare controproducenti duplicazioni, indicava ai carabinieri la copertura più diffusa del territorio rurale ed extraurbano (con l'insediamento delle stazioni e delle tenenze), mentre alla polizia riservava quella dei grandi centri.

## Servizi di pattuglia
Il commissariato solitamente garantisce la presenza sul territorio di almeno una "pattuglia di zona" (chiamata Autoradio) per ogni turno, che va ad affiancarsi alle autovetture della sezione Squadra Volante, reparto della questura stessa.